# Balwinder Singh
Balwinder Singh (né le 5 décembre 1958) est un athlète indien, spécialiste du lancer du poids.

## Biographie
Il remporte la médaille d'or du lancer du poids lors des championnats d'Asie 1985 et 1989. 

### Palmarès
| Date | Compétition         | Lieu      | Résultat | Épreuve         | Performance |
| ---- | ------------------- | --------- | -------- | --------------- | ----------- |
| 1982 | Jeux asiatiques     | New Delhi | 3e       | Lancer du poids | 17,44 m     |
| 1983 | Championnats d'Asie | Koweït    | 2e       | Lancer du poids | 16,89 m     |
| 1985 | Championnats d'Asie | Djakarta  | 1er      | Lancer du poids | 17,88 m     |
| 1987 | Championnats d'Asie | Singapour | 3e       | Lancer du poids | 17,56 m     |
| 1989 | Championnats d'Asie | New Delhi | 1er      | Lancer du poids | 18,16 m     |

### Records
| Épreuve         | Performance | Lieu    | Date              |
| --------------- | ----------- | ------- | ----------------- |
| Lancer du poids | 18,78 m     | Patiala | 14 septembre 1983 |